# تلسکوپ فضایی
تلسکوپ فضایی (به انگلیسی: Space telescope) که رصدخانهٔ فضایی (space observatory) نیز نامیده می‌شود، به ابزارهایی مانند تلسکوپ (فرابین) گفته می‌شود که در فضای بیرونی و خارج از جو زمین مستقر شده و برای رصد سیارات دوردست، کهکشان‌ها و دیگر اشیای فضایی به‌کار می‌روند. تلسکوپ فضایی هابل نخستین رصدخانه فضایی است که در سال ۱۹۹۰ در فضا مستقر شد. رصدگرهای فضایی برخی مشکلات رصدخانه‌های زمینی در رصدگری مانند آلودگی نوری و انتشار تابش الکترومغناطیسی (سوسو زدن) را ندارند.
تلسکوپ فضایی جیمز وب جایگزین تلسکوپ‌ فضایی هابل شد این تلسکوپ‌ فضایی در مدار L2 قرار گرفت. آینه این تلسکوپ‌ فضایی ۲ الی ۳ برابر تلسکوپ فضایی هابل است. یکی از مهم‌ترین ماموریت‌های این تلسکوپ‌ دیدن تصاویری از اوایل بیگ بنگ است.
تلسکوپ‌های فضایی یا در مداری به دور زمین در چرخش هستند یا در یکی از نقاط لاگرانژی زمین-ماه یا زمین-خورشید قرار گرفته‌اند. تلسکوپ هابل یک نمونه از تلسکوپ‌‌های فضایی است.
از مزایای تلسکوپ‌های فضایی می‌توان موارد زیر را نام برد:
- نبود گرد و غبار در مسیر دید
- نبود پراکنش نور خورشید و ماه در اثر مولکول‌های جو سیاره
- نبود آلودگی نوری ناشی از مظاهر تمدن بشری
- نبود آلودگی جوی یا رطوبت در هوا
- امکان رصد در طول موج‌های نامرئی (جو جلوی پرتوهای ایکس، فرابنفش، فروسرخ و … را می‌گیرد)

## تعریف کلی
تلسکوپ فضایی یا رصدخانه فضایی یا فرابین تلسکوپی (فرابینی) در فضای بیرونی کره زمین است که برای رصد اجرام نجومی استفاده می‌شود. مخترع اولیه آن لیمن اسپیتزر آمریکایی بود که در سال ۱۹۴۶ نمونه ابتدایی آنرا ساخت، اولین تلسکوپ‌های عملیاتی؛ رصدخانه نجومی مداری آمریکایی، OAO-2 که در سال ۱۹۶۸ پرتاب شد، و تلسکوپ فرابنفش اوریون یک شوروی در ایستگاه فضایی سالیوت یک در سال ۱۹۷۱ بودند. تلسکوپ‌های فضایی از فیلتر کردن و اعوجاج جلوگیری می‌کنند. همچنین از تشعشعات الکترومغناطیسی که این تلسکوپ‌‌ها رصد می‌کنند و از آلودگی نوری که رصدخانه‌های زمینی با آن مواجه می‌شوند نیز اجتناب می‌کنند. آنها به دو نوع تقسیم می‌شوند: ماهواره‌هایی که کل آسمان را نقشه‌برداری می‌کنند (بررسی نجومی)، و ماهواره‌هایی که بر روی اجرام منتخب نجومی یا قسمت‌هایی از آسمان و فراتر از آن تمرکز می‌کنند. تلسکوپ‌های فضایی از ماهواره‌های تصویربرداری زمین متمایز هستند که برای تصویربرداری ماهواره‌ای از زمین کاربرد زیادی دارند و برای تجزیه و تحلیل آب و هوا، جاسوسی و دیگر انواع جمع‌آوری اطلاعات استفاده می‌شوند.

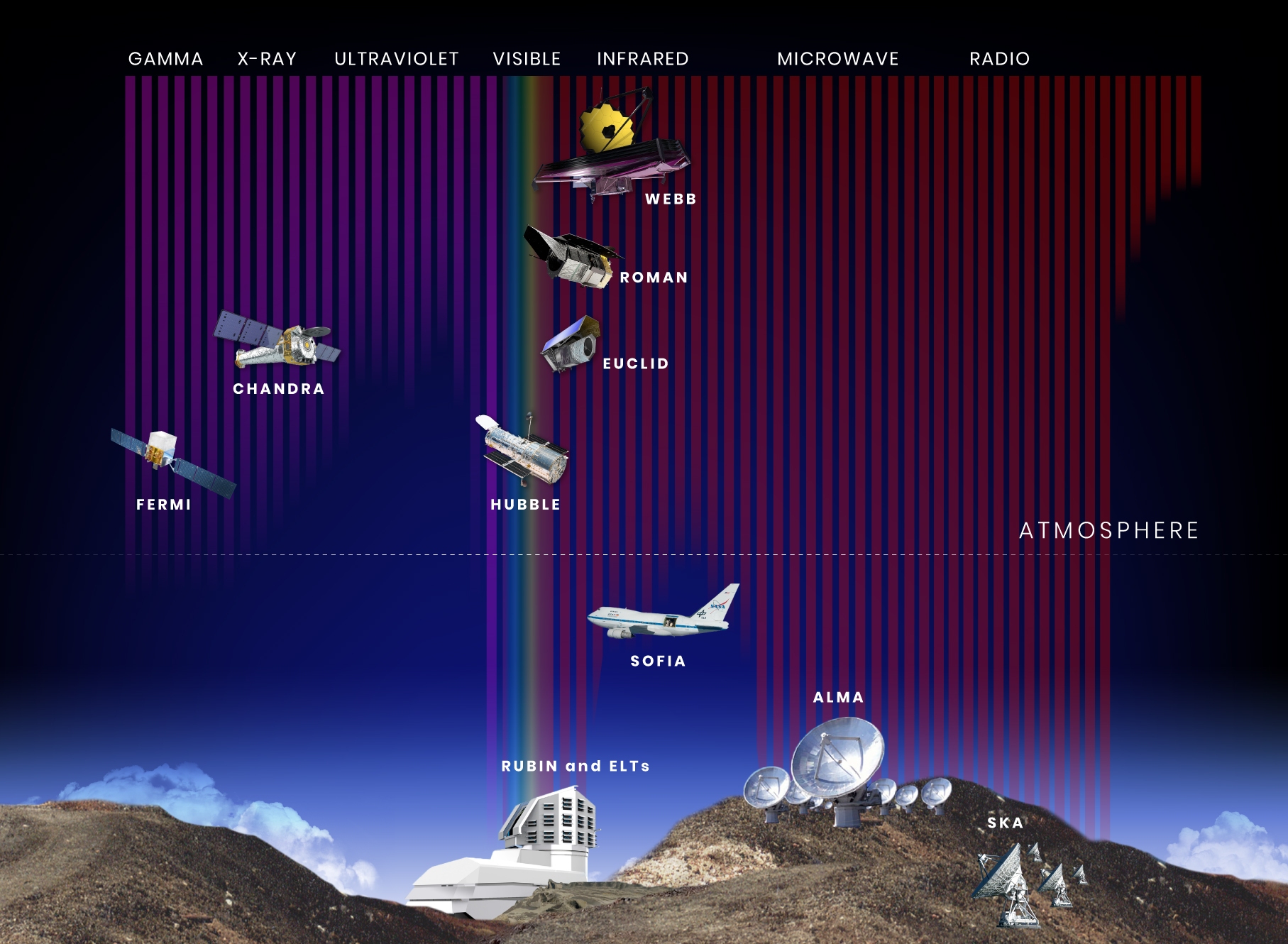
طول موج حساسیت هابل، وب، رومی، و سایر تلسکوپ‌های اصلی

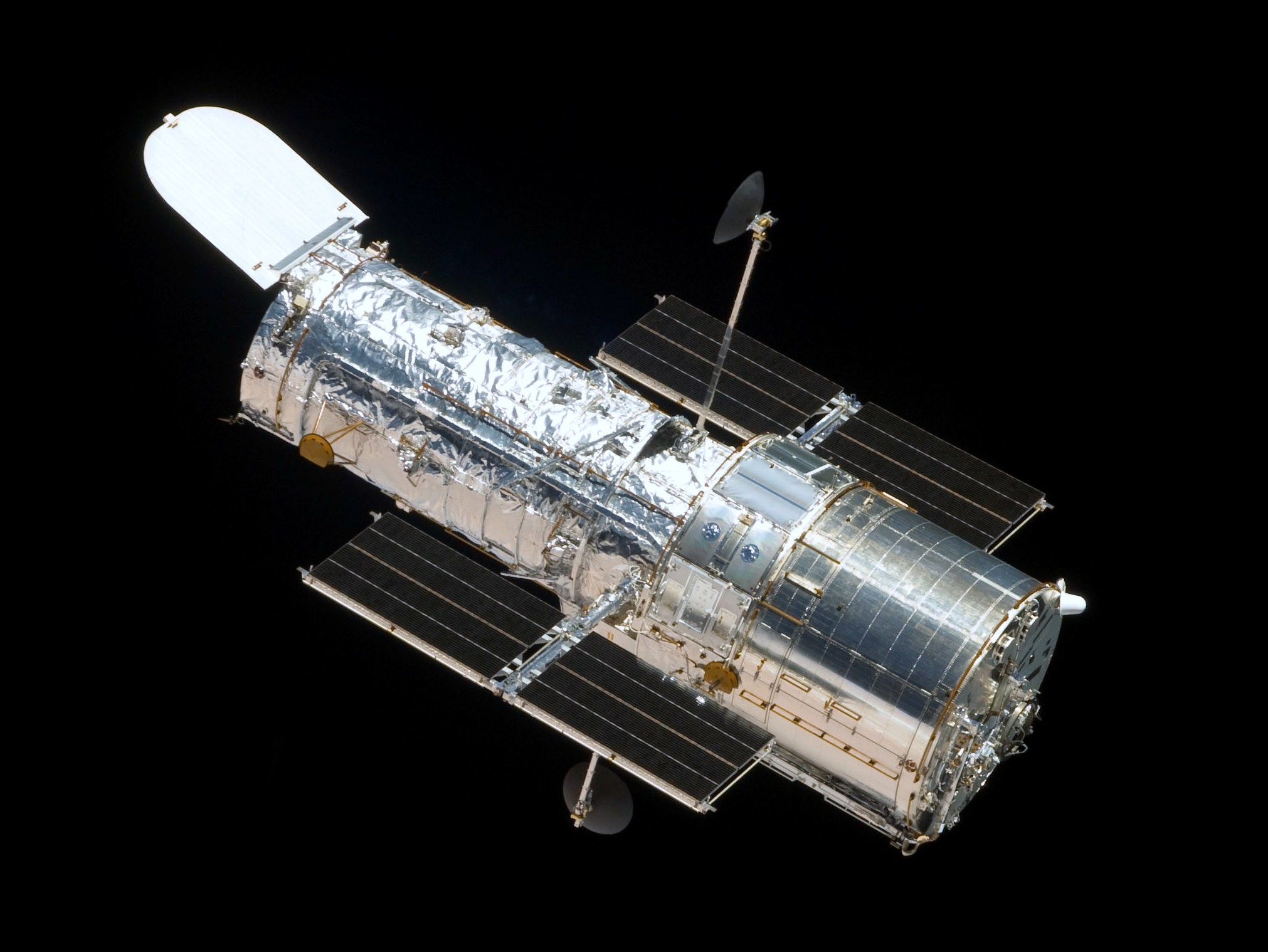
تلسکوپ فضایی هابل، یکی از بهترین تلسکوپ‌های فضایی